# كارلو فاكيفا
كارلو فاكيفا (بالفنلندية: Kaarlo Väkevä)‏ (2 مارس 1909 – 27 مارس 1932) هو ملاكم فنلندي راحل، مثّل بلاده في الألعاب الأولمبية الصيفية 1928.

## روابط خارجية
كارلو فاكيفا على موقع أوليمبيديا (الإنجليزية)